# Campionati europei di nuoto 2010 - Staffetta 4x200 metri stile libero maschile
Le qualifiche per la finale si sono svolte la mattina del 14 agosto 2010, mentre la finale si è svolta la sera dello stesso giorno.

## Medaglie
| Posizione | Oro | Argento                                                                   | Bronzo                                                         |
| --------- | --- | ------------------------------------------------------------------------- | -------------------------------------------------------------- |
| Paese     | Russia                                                                                                 | Germania                                                                  | Francia                                                        |
| Atleti    | Nikita Lobintsev Daniil Izotov Sergey Perunin Alexander Sukhorukov Mikhail Polishchuk* Evgeny Lagunov* | Paul Biedermann Tim Wallburger Robin Backhaus Clemens Rapp Stefan Herbst* | Yannick Agnel Clément Lefert Antton Haramboure Jérémy Stravius |

## Record
Prima della manifestazione il record del mondo (RM), il record europeo (EU) e il record dei campionati (RC) erano i seguenti.
|  | 6'58"55 | Stati Uniti | 31 luglio 2009 Roma, Italia      |
|  | 6'59"15 | Russia      | 31 luglio 2009 Roma, Italia      |
|  | 7'09"60 | Italia      | 5 agosto 2006 Budapest, Ungheria |

Durante la competizione sono stati migliorati i seguenti record:
| Data      | Evento | Nazione | Tempo   | Record |
| --------- | ------ | ------- | ------- | ------ |
| 14 agosto | Finale | Russia  | 7'06"71 |        |

## Batterie
| Pos. | Nazione       | Atleti | Tempo   | Batteria | Corsia | Note |
| ---- | ------------- | --- | ------- | -------- | ------ | ---- |
| 1    | Russia        | Sergey Perunin (1:48.75) Mikhail Polishchuk (3:38.07) Evgeny Lagunov (5:27.10) Alexander Sukhorukov (7:15.52) | 7:15.52 | 1        | 7      |      |
| 2    | Francia       | Jérémy Stravius (1:48.09) Clément Lefert (3:36.74) Antton Haramboure (5:27.50) Yannick Agnel (7:15.87)        | 7:15.87 | 2        | 3      |      |
| 3    | Germania      | Stefan Herbst (1:50.61) Tim Wallburger (3:38.74) Robin Backhaus (5:27.71) Clemens Rapp (7:16.00)              | 7:16.00 | 2        | 4      |      |
| 4    | Gran Bretagna | Robbie Renwick (1:48.34) Ross Davenport (3:37.71) David Carry (5:26.69) Robert Bale (7:16.33)                 | 7:16.33 | 2        | 7      |      |
| 5    | Paesi Bassi   | Joost Reijns (1:50.30) Sebastiaan Verschuren (3:37.60) Bas Van Velthoven (5:28.55) Stefan De Die (7:19.45)    | 7:19.45 | 1        | 3      |      |
| 6    | Belgio        | Dieter Dekoninck (1:50.41) Glenn Surgeloose (3:38.50) Axel Vandevelde (5:30.31) Pholien Systermans (7:20.32)  | 7:20.32 | 2        | 5      |      |
| 7    | Italia        | Emiliano Brembilla (1:51.38) Andrea Busato (3:41.52) Damiano Lestingi (5:30.92) Cesare Sciocchetti (7:20.59)  | 7:20.59 | 1        | 6      |      |
| 8    | Polonia       | Paweł Korzeniowski (1:48.42) Przemysław Stańczyk (3:39.54) Marcin Tarczynski (5:31.43) Pawel Rurak (7:21.80)  | 7:21.80 | 1        | 4      |      |
| 9    | Svezia        | Robin Andreasson (1:51.00) David Ernstsson (3:43.25) Simon Sjoedin (5:32.91) Mattias Carlsson (7:24.68)       | 7:24.68 | 1        | 2      |      |
| 10   | Ungheria      | Dominik Kozma (1:50.53) Balazs Gercsak (3:42.04) Norbert Kovács (5:34.21) Peter Nagy (7:27.06)                | 7:27.06 | 2        | 1      |      |
| 11   | Croazia       | Dominik Straga (1:50.94) Mario Delac (3:42.96) Mario Todorovic (5:39.04) Niksa Roki (7:36.45)                 | 7:36.45 | 2        | 6      |      |
| 12   | Ucraina       | Sergiy Frolov (1:52.81) Vadym Leps'kyy (3:45.46) Maxym Shemberyev (5:44.28) Denys Dubrov (7:39.52)            | 7:39.52 | 1        | 5      |      |
| 13   | Estonia       | Andres Olvik (1:57.19) Martti Aljand (3:52.31) Martin Liivamagi (5:45.12) Vladimir Sidorkin (7:41.03)         | 7:41.03 | 2        | 2      |      |

## Finale
| Pos. | Nazione       | Atleti | Corsia | Tempo   | Note |
| ---- | ------------- | --- | ------ | ------- | ---- |
|      | Russia        | Nikita Lobintsev (1:45.93) Daniil Izotov (3:31.67) Sergey Perunin (5:19.65) Alexander Sukhorukov (7:06.71)   | 4      | 7:06.71 |      |
|      | Germania      | Paul Biedermann (1:45.47) Tim Wallburger (3:33.02) Robin Backhaus (5:21.30) Clemens Rapp (7:08.13)           | 3      | 7:08.13 |      |
|      | Francia       | Yannick Agnel (1:45.83) Clément Lefert (3:34.46) Antton Haramboure (5:24.26) Jérémy Stravius (7:09.70)       | 5      | 7:09.70 |      |
| 4    | Gran Bretagna | Robbie Renwick (1:47.47) Ross Davenport (3:35.13) David Carry (5:22.36) Robert Bale (7:11.00)                | 6      | 7:11.00 |      |
| 5    | Italia        | Gianluca Maglia (1:48.46) Marco Belotti (3:37.69) Damiano Lestingi (5:26.77) Filippo Magnini (7:14.50)       | 1      | 7:14.50 |      |
| 6    | Paesi Bassi   | Joost Reijns (1:50.30) Sebastiaan Verschuren (3:36.66) Bas Van Velthoven (5:26.92) Stefan De Die (7:16.87)   | 2      | 7:16.87 |      |
| 7    | Belgio        | Dieter Dekoninck (1:50.59) Glenn Surgeloose (3:38.68) Axel Vandevelde (5:29.71) Pholien Systermans (7:19.96) | 7      | 7:19.96 |      |
| 8    | Polonia       | Paweł Korzeniowski (1:48.93) Przemysław Stańczyk (3:39.84) Lukasz Gasior (5:31.65) Pawel Rurak (7:22.71)     | 8      | 7:22.71 |      |